# 로니 앤더슨
로니 앤더슨(Loni Anderson, 1945년 8월 5일 ~ 2025년 8월 3일)은 미국의 배우이다.

## 생애 초기
앤더슨은 1945년 8월 5일 미네소타주 세인트폴에서 태어났다. 아버지는 환경 화학자인 클레이던 칼 “앤디” 앤더슨이었으며, 어머니는 전직 모델인 맥신 헤이절(결혼 전 성은 캘린)이었다. 그녀는 미네소타주 교외의 로즈빌에서 성장하였다. 1963년, 알렉산더 램지 고등학교에서 졸업반이던 해에 발렌타인데이 겨울 무도회의 여왕으로 선출되었다. 자서전 『마이 라이프 인 하이 힐즈(My Life in High Heels)』에서 그녀는, 아버지가 원래 그녀의 이름을 ‘레이라니(Leilani)’로 지으려 했으나 사춘기에 접어들면 이름이 부적절하게 변형될 가능성(“레이(Lay)” 라니)을 우려하여 단순히 ‘로니(Loni)’로 바꾸었다고 밝히고 있다.

## 경력
그녀의 연기 데뷔는 스티브 매퀸 주연의 영화 《네바다 스미스》(1966)에서의 단역으로 이루어졌다. 이후 약 10년간 배우로서 대부분의 시간을 실업 상태로 보냈으며, 1970년대 중반에 이르러서야 텔레비전 시리즈의 단역으로 출연하게 되었다. 그녀는 《S.W.A.T.》의 두 편에 출연한 뒤, 시트콤 《필리스》, 수사 드라마 《폴리스 우먼》 및 《해리 O》에 등장하였다. 또한 시트콤 《세 번은 맞아요(Three’s Company)》의 크리시 역 오디션에 응모하였으나 배역을 얻지 못했다. 그러나 1978년, 시즌 2의 한 화에서 수전 월터스 역으로 특별 출연하였다.
앤더슨의 가장 유명한 연기 경력은 시트콤 《신시내티의 WKRP》(1978~1982)에서 매혹적인 접수원 제니퍼 말로우 역이었다. 제작진이 그녀에게 이 역할을 제안한 것은, 빨간 수영복 차림의 그녀가 촬영된 포스터를 보고서였는데, 이는 1976년 패러 포셋의 유명한 포스터와 유사한 포즈였다. 시트콤의 창작자 휴 윌슨은 훗날, 앤더슨이 제인 맨스필드와 비슷한 체형을 지녔고, 동시에 마릴린 먼로의 순수한 섹슈얼리티를 지니고 있었기에 이 역할을 맡겼다고 언급하였다. 이 역할로 그녀는 세 차례 골든 글로브상과 두 차례 에미상 후보에 올랐다. 해당 시리즈는 4년간의 방영 기간 내내 닐슨 시청률 조사에서 부진했으나, 청소년·청년층과 라디오 디스크자키들 사이에서 강한 인기를 누렸다. 시리즈의 이른바 ‘주요 볼거리’로서 인기가 급상승하자, 앤더슨은 1980년 여름 방학 기간에 출연료 대폭 인상을 요구하며 프로그램에서 하차하였다. 계약 재협상 기간 동안 그녀는 TV 영화 《제인 맨스필드 스토리》(1980)에 출연하였다. 이후 방송국이 그녀의 요구를 수용하자 시리즈에 복귀하였으며, 1982년 종영 시까지 출연을 이어갔다.
연기 경력 외에도, 앤더슨은 배우 버트 레이놀즈와의 교제 및 결혼 생활 등 화려한 사생활로도 잘 알려졌다. 두 사람은 코미디 영화 《스트로커 에이스》(1983)에 함께 출연했으나, 해당 작품은 평단과 흥행 양면에서 실패를 거두었다. 이후 스티브 마틴 주연의 로맨틱 코미디 영화 《더 론리 가이》(1984)에서 본인 역으로 등장하였으며, 애니메이션 영화 《모든 개는 천국에 간다》(1989)에서는 콜리견 ‘플로’의 목소리를 맡았다.
1980년대 중후반에는 《원더 우먼》으로 유명한 린다 카터와 함께 텔레비전 시리즈 《파트너스 인 크라임》(1984)에 출연하였고, 단명한 코미디 시리즈 《이지 스트리트》(1986~1987)에서 주연을 맡았다. 또한 미셸 리와 함께 출연한 《세 아내에게 보내는 편지》(1985), 《잘못 걸려온 전화》(1989) 등 고전 할리우드 영화의 텔레비전 각색판에도 등장했으나, 이들 작품은 큰 주목을 받지 못했다. 《코인스 인 더 파운틴》(1990)에 출연한 뒤, TV 영화 《화이트 핫: 더 미스터리어스 머더 오브 셀마 토드》(1991)에서 코미디 배우 셀마 토드를 연기하여 상당한 호평을 받았다.
1990년대 초, 그녀는 남편 버트 레이놀즈의 시트콤 《이브닝 셰이드》에 공동 출연하려 하였으나, 방송국 측이 이를 달가워하지 않아 마릴루 헤너로 교체되었다. 1991년, 시트콤 《디자이닝 위민》에서 델타 버크가 하차하자 제작진은 버크의 대역으로 앤더슨에게 배역을 제안했으나, 출연료 협상에서 합의가 이루어지지 않아 성사되지 못했다. 대신 그녀는 원작 시리즈의 후속작 《더 뉴 WKRP 인 신시내티》 두 편에서 제니퍼 말로우 역으로 재등장하였다. 1993년에는 시트콤 《너시스》 시즌 3에 합류하여 병원 행정관 케이시 맥어피 역을 맡았다. 그러나 이는 시청률 제고를 위한 시도로 기획되었음에도 불구하고, 시리즈는 곧 종영되었다.
어린 시절 흡연을 하던 부모 밑에서 자란 앤더슨은, 종종 흡연으로 인해 발생하는 폐 질환인 만성 폐쇄성 폐질환(COPD)의 영향을 직접 목격하였다. 1999년, 그녀는 COPD 지원 단체 ‘COPD 투게더’의 홍보대사가 되었다.
2018년 4월, 앤더슨은 MeTV 방송망에서 《신시내티의 WKRP》와 기타 텔레비전 시리즈를 홍보하는 모습을 보였다. 21세기 들어 활동 빈도는 줄었으나, 텔레비전 시리즈 출연을 이어갔으며, 2016년부터 2020년까지 방영된 웹 시리즈 《마이 시스터 이즈 소 게이》에서 주연을 맡았다. 2023년 10월 3일, 앤더슨이 라이프타임 영화 《80년대의 여인들: 디바스 크리스마스》에 출연할 것이라는 소식이 전해졌다. 공식 시놉시스에 따르면, 이 영화는 재결합 공연을 준비하던 다섯 명의 연속극 디바들이 크리스마스 기간 동안 감독과 프로듀서를 이어주기 위해 큐피드 역할을 자처하며, 그 과정에서 ‘진정한 크리스마스 정신’의 의미를 깨닫게 되는 이야기를 다룬다. 출연진으로는 앤더슨을 비롯해 린다 그레이, 모건 페어차일드, 도나 밀스, 니콜렛 셰리던이 포함되었다.

## 출연 작품
- 캐롤 채닝: 라저 댄 라이프 (2012)
- 록스베리 나이트 (1998)
- 닌자 키드 4 - 헐크 호간과 쓰리 닌자 (1998)
- 도박사 5 (1994)
- 외계인 먼치 (1992)
- 델마토드 살인 사건 (1991)
- 로마의 방황 (1990)
- 고독한 도망자 (1990)
- 살인 전화 (1989)
- 찰리의 천국여행  (1989)
- 타이티의 열정 (1986)
- 스토커 에이스 (1983)
- 컨트리 골드 (1982)
- 사랑의 데이트 (1978, Three on a Date)

### 텔레비전
- 사랑의 유람선 (1977, 1980)
- 명탐정 바나비 존즈 (1976)

## 개인사
앤더슨은 네 차례 결혼하였다. 첫 번째는 부동산 개발업자 브루스 해셀버그(1966)와, 두 번째는 배우 로스 비켈(1981)과, 세 번째는 배우 버트 레이놀즈(1994)와, 네 번째는 포크 밴드 ‘더 브라더스 포(The Brothers Four)’의 창립 멤버 중 한 사람인 음악가 밥 플릭(2008)과였다. 그녀와 플릭은 1963년 미니애폴리스에서 열린 영화 시사회에서 처음 만났다. 또한 비켈과의 결혼 말기에, 동료 배우 게리 샌디와의 불륜 관계를 인정한 바 있다.
그녀에게는 두 명의 자녀가 있었다. 딸 디드라(부친은 해셀버그)와, 레이놀즈와 함께 입양한 아들 퀸턴이다. 또한 여동생 안드레아가 있었다. 1995년에는 자서전 『마이 라이프 인 하이 힐즈(My Life in High Heels)』를 출간하였다. 두 자녀를 통해 네 명의 손주를 두었다.
앤더슨은 2025년 8월 3일, 장기간의 투병 끝에 향년 79세로 세상을 떠났다. 이는 그녀의 80번째 생일을 불과 이틀 앞둔 시점이었다.